# Jelen Do
Jelen Do (en serbe cyrillique : Јелен До) est un village de Serbie situé dans la municipalité de Požega, district de Zlatibor. Au recensement de 2011, il comptait 105 habitants.

## Démographie
| 1948 | 1953 | 1961 | 1971 | 1981 | 1991 | 2002 | 2011 |
| ---- | ---- | ---- | ---- | ---- | ---- | ---- | ---- |
| 266  | 269  | 282  | 338  | 269  | 174  | 167  | 105  |

|  |